# Stachys stebbinsii
Stachys stebbinsii är en kransblommig växtart som beskrevs av Gerald Alfred Mulligan och D.B. Munro. Stachys stebbinsii ingår i släktet syskor, och familjen kransblommiga växter. Inga underarter finns listade i Catalogue of Life.